# USS New York (BB-34)
USS New York (BB-34) – amerykański pancernik, pierwszy okręt typu New York. Był piątym okrętem US Navy noszącym nazwę tego stanu USA. Jego stępkę położono 11 września 1911 w stoczni Brooklyn Navy Yard w Nowym Jorku. Został zwodowany 30 października 1912, matką chrzestną była Elsie Calder. Wszedł do służby 15 kwietnia 1914 z komandorem porucznikiem Thomasem S. Rodgersem jako dowódcą.
Po wejściu do służby okręt otrzymał rozkaz rejsu na południe i stał się okrętem flagowym kontradmirała Franka Fletchera, dowódcy floty okupacyjnej i blokującej Veracruz do momentu, gdy kryzys z Meksykiem został zażegnany w lipcu 1914. Wtedy pancernik popłynął na północ, gdzie uczestniczył w szkoleniach i manewrach do chwili wejścia USA do I wojny światowej.
Po wejściu USA do wojny "Nowy Jork" pod dowództwem komandora porucznika Edwarda L. Beacha, Sr. popłynął jako okręt flagowy 9 Dywizjonu Pancerników dowodzonego przez kontradmirała Hugh Rodmana, by wzmocnić brytyjską Grand Fleet na Morzu Północnym. Okręt dotarł do Scapa Flow 7 grudnia 1917. Działające jako oddzielna eskadra w Grand Fleet amerykańskie siły dołączyły do misji eskortowych i blokadowych, przez co tak zwiększyły siły alianckie, że Niemcy nie podjęli próby sprowokowania większej bitwy. "New York" dwukrotnie napotykał na U-Booty.
Podczas służby w Europie w czasie I wojny światowej okręt był często odwiedzany przez wysoko postawionych członków alianckich krajów i był obecny przy jednym z bardziej dramatycznych momentów wojny, poddania się niemieckiej Hochseeflotte w Firth of Forth 21 listopada 1918. Jego ostatnią misją na wodach europejskich była eskorta prezydenta Woodrow Wilsona w czasie rejsu do Brestu w drodze na konferencję pokojową w Wersalu.
Powrót z wojny oznaczał także powrót do typowej służby pokojowej składającej się z ćwiczeń zarówno indywidualnych, jak i zespołowych oraz utrzymywania sprawności bojowej. "New York" szkolił się na Karaibach na wiosnę 1919, a latem dołączył do Floty Pacyfiku w San Diego. Ten port był jego bazą macierzystą przez następne 16 lat. Okręt odbywał ćwiczenia wzdłuż zachodniego wybrzeża USA i na wodach hawajskich, okazjonalnie przemieszczając się na Atlantyk i Karaiby w ramach krótkich misji szkoleniowych i potrzebnych przeglądów. W 1937 przywiózł prezydenckiego reprezentanta admirała Hugh Rodmana na uroczystość koronacji króla Jerzego VI, 20 maja 1937 "New York" wziął udział w Grand Naval Review jako jedyny okręt US Navy.
Przez następne trzy lata "New York" był okrętem szkolnym dla podchorążych United States Naval Academy i innych ćwiczących się w swoim fachu oficerów. Odbywał w tym czasie rejsy do Europy, Kanady i na Karaiby, a w połowie 1941 dołączył do patrolów neutralności. W lipcu 1941 eskortował żołnierzy na Islandię, a następnie służył w bazie morskiej w Argentia na Nowej Fundlandii, broniąc tej nowo założonej bazy amerykańskiej. Od momentu wejścia USA do II wojny światowej "New York" osłaniał konwoje atlantyckie kierujące się na Islandię i do Szkocji. W tym czasie często spotykał się z zagrożeniem ze strony niemieckich U-Bootów, ale wszystkie rejsy zakończyły się powodzeniem.
"New York" brał udział w inwazji na Afrykę Północną, zapewniając ogniem swoich najcięższych dział ważne wsparcie artyleryjskie w Asfi 8 listopada 1942. Następnie, zanim wrócił do USA do służby konwojowej, operował w okolicach Casablanki i Fedhala. Eskortował wtedy bardzo potrzebne transporty żołnierzy i zaopatrzenia kierujące się do Północnej Afryki. Następnie podjął ponownie rolę okrętu szkolnego dla artylerzystów mających później służyć na pancernikach i niszczycielach. Szkolenia te odbywały się głównie na wodach zatoki Chesapeake i trwały do 10 czerwca 1944, kiedy to okręt rozpoczął pierwszy z trzech rejsów szkoleniowych dla Akademii Morskiej, w każdym z nich płynąc w okolice Trynidadu.
21 listopada "New York" udał się na zachodnie wybrzeże USA i 6 grudnia dotarł do San Pedro. Tam odbył ćwiczenia artyleryjskie mające go przygotować do nadchodzącej operacji amfibijnej. Okręt odpłynął z San Pedro 12 stycznia 1945; odwiedzając po drodze Pearl Harbor, dopłynął do Eniwetok, by naprawić uszkodzoną śrubę napędową. Później, pomimo ograniczonej prędkości, dołączył do sił atakujących Iwo Jimę zgrupowanych w okolicach Saipanu. Później popłynął przed głównymi siłami inwazyjnym, by wziąć udział w bombardowaniu wyspy mającym się odbyć 16 lutego, jeszcze przed inwazją. Podczas następnych 3 dni okręt wystrzelił więcej pocisków niż każdy inny okręt obecny w tym czasie w pobliżu wyspy. Pokazał też, jak celne są jego pociski, gdy bezpośrednim trafieniem z działa kal. 356 mm zniszczył nieprzyjacielski skład amunicji.
"New York" opuścił Iwo Jimę i w końcu mógł naprawić swoje śruby w Manus. Odzyskał w ten sposób zdolność pływania z większą prędkością w samą porę, aby móc wziąć udział w inwazji na Okinawę. Okręt wszedł do akcji 27 marca i był przez 76 kolejnych dni w strefie działań wojennych. Ostrzeliwał cele przed inwazją, dokonywał ataków dywersyjnych, osłaniał lądowania i przez dzień i noc udzielał wsparcia artyleryjskiego żołnierzom walczącym na brzegu. 14 kwietnia został ponownie trafiony przez samolot kamikaze. Tym razem wrogi samolot rozbił się na katapulcie zajętej przez samolot zwiadowczy. Pancernik opuścił wody okalające Okinawę 11 czerwca i udał się do Pearl Harbor w celu wymiany luf dział.
"New York" przygotowywał się w Pearl Harbor do planowanej inwazji na Japonię, a po zakończeniu wojny odbył podróż na zachodnie wybrzeże USA z weteranami wojny i przywiózł z kontynentu oddziały. Z Pearl Harbor z pasażerami wypłynął ponownie 29 września, kierując się w stronę Nowego Jorku. Do miasta dotarł 19 października. Tam został przygotowany do służenia jako okręt cel w operacji Crossroads, testów bomb atomowych na atolu Bikini. Z portu wypłynął 4 marca 1946, kierując się na zachodnie wybrzeże. Okręt opuścił San Francisco 1 maja i po odwiedzeniu Pearl Harbor i Kwajalein dotarł do Bikini 15 czerwca. Okręt przetrwał wybuch bomby atomowej na powierzchni (1 lipca) i podwodną eksplozję (25 lipca) i został przeprowadzony do Kwajalein i tam wycofany ze służby 29 sierpnia 1946. Następnie przeholowano go do Pearl Harbor, gdzie był przedmiotem badań przez następne dwa lata. 8 lipca 1948 został wyholowany na ocean i w odległości 40 mil od brzegu zatopiony po 8-godzinnym ostrzale dokonywanym przez okręty i samoloty w ramach manewrów przeprowadzanych w pełnej skali z użyciem nowej broni.
"New York" otrzymał 3 odznaczenia battle star za służbę w czasie II wojny światowej.